# Paracanthicochernes uniseriatus
Paracanthicochernes uniseriatus (Beier, 1966), es una especie de arácnido del orden Pseudoscorpionida de la familia Chernetidae, la única del género Paracanthicochernes.

## Distribución geográfica
Se encuentra en las Islas Salomón.